# دانلوپ اسپورت
دانلوپ اسپورت (انگلیسی: Dunlop Sport) شرکت لوازم ورزشی بریتانیایی است، که در سال ۱۹۱۰ تأسیس شد.